# 萊弗里特冰川
萊弗里特冰川（英語：Leverett Glacier）是南極洲的冰川，長90公里、寬6至7公里，最終注入羅斯冰架，該冰川在1929年12月由美國探險隊發現，以密芝根大學的地質學家命名。
85°38′S 147°35′W / 85.633°S 147.583°W